# رز (ریاضی)

یک رز با k = 7 گلبرگ

یک رز با 8 گلبرگ (k=4).

در ریاضیات، رز (به انگلیسی: Rose) یا منحنی رودونی (به انگلیسی: Rhodonea curve) یک موج سینوسی رسم شده در مختصات قطبی است.

## تعریف ریاضی
بنا بر تشابه منحنی‌های رز را می‌توان با معادله‌ای در مختصات قطبی به شکل زیر نمایش داد:
{\displaystyle \!\,r=\cos(k\theta )}
و یا می‌توان آن را به صورت دو معادله در مختصات دکارتی نمایش داد:
{\displaystyle \!\,x=\cos(kt)\sin(t)}
{\displaystyle \!\,y=\cos(kt)\cos(t)}

## مساحت
برای رزی که معادله قطبی آن به شکل زیر باشد
{\displaystyle r=a\cos(k\theta )\,}
و k عدد صحیح مثبت باشد، مساحت وقتی k فرد باشد، برابر است با
{\displaystyle {\frac {1}{2}}\int _{0}^{2\pi }(a\cos(k\theta ))^{2}\,d\theta ={\frac {a^{2}}{2}}\left(\pi +{\frac {\sin(4k\pi )}{4k}}\right)={\frac {\pi a^{2}}{2}}}
و وقتی k زوج باشد :
{\displaystyle {\frac {1}{2}}\int _{0}^{\pi }(a\cos(k\theta ))^{2}\,d\theta ={\frac {a^{2}}{2}}\left({\frac {\pi }{2}}+{\frac {\sin(2k\pi )}{4k}}\right)={\frac {\pi a^{2}}{4}}}